# HD 169830
HD 169830 – gwiazda (żółto-biały karzeł) leżąca w odległości 118,5 roku świetlnego od Ziemi w gwiazdozbiorze Strzelca. Jasność gwiazdy wynosi 5,9m.

## Układ planetarny
Wokół gwiazdy krążą dwie znane planety pozasłoneczne: